# Parlamentsvalet i Nederländerna 2010
Nederländska parlamentsvalet 2010 ägde rum den 9 juni 2010. 
Regeringen Balkenende IV föll 20 februari, och Drottning Beatrix accepterade avgångsansökan från Arbetarpartiets ministrar 23 februari.
Valet gällde 150 platser i andra kammaren i Generalstaterna som tillsätts med proportionerligt valsystem via partilistor. Mandatperioden är fyra år.
Valet blev en stor motgång för Balkenende och hans parti Christen-Democratisch Appèl (CDA) som i det närmaste halverades i valet och gick från positionen som största till fjärde största parti. Positionen som största parti intogs istället av det liberala Folkpartiet för Frihet och Demokrati. De största framgångarna hade dock det högerpopulistiska och islamkritiska Partiet för Frihet under Geert Wilders, som mer än fördubblades och blev tredje största parti. Även det socialliberala Democraten 66 mer än fördubblades i valet.

## Valresultat
| Parti                                                                               | Partiledare          | Röster    | Mandat | Förändring | Röster % | Mandat % |
| ----------------------------------------------------------------------------------- | -------------------- | --------- | ------ | ---------- | -------- | -------- |
| Folkpartiet för Frihet och Demokrati (Volkspartij voor Vrijheid en Democratie, VVD) | Mark Rutte           | 1 926 551 | 31     | +9         | 20,5%    | 20,7%    |
| Arbetarpartiet (Partij van de Arbeid, PvdA)                                         | Job Cohen            | 1 846 776 | 30     | -3         | 19,6%    | 20,0%    |
| Partiet för Frihet (Partij voor de Vrijheid, PVV)                                   | Geert Wilders        | 1 453 944 | 24     | +15        | 15,5%    | 16,0%    |
| Christen-Democratisch Appèl (CDA)                                                   | Jan Peter Balkenende | 1 281 137 | 21     | -20        | 13,6%    | 14,0%    |
| Socialistiska Partiet (Socialistische Partij, SP)                                   | Emile Roemer         | 924 977   | 15     | -10        | 9,8%     | 10,0%    |
| Democraten 66 (D66)                                                                 | Alexander Pechtold   | 653 265   | 10     | +7         | 6,9%     | 6,7%     |
| GrönVänster (GroenLinks, GL)                                                        | Femke Halsema        | 627 912   | 10     | +3         | 6,7%     | 6,7%     |
| KristenUnion (ChristenUnie, CU)                                                     | André Rouvoet        | 305 628   | 5      | -1         | 3,3%     | 3,3%     |
| Reformerade politiska partiet (Staatkundig Gereformeerde Partij, SGP)               | Kees van der Staaij  | 163 512   | 2      | 0          | 1,7%     | 1,3%     |
| Partiet för Djuren (Partij voor de Dieren, PvdD)                                    | Marianne Thieme      | 122 257   | 2      | 0          | 1,3%     | 1,3%     |
| Stolt över Nederländerna (Trots op Nederland, TON)                                  | Rita Verdonk         | 52 735    | 0      | 0          | 0,6%     | 0,0%     |
| Total                                                                               | Total                |           | 150    |            |          |          |

## Tidigare val
- Parlamentsvalet i Nederländerna 2006